# Keith Rayner

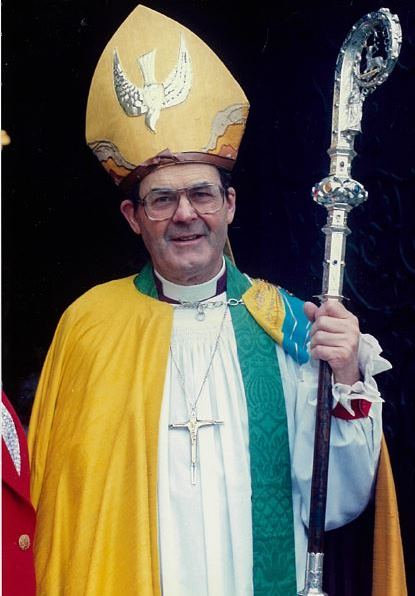
Keith Rayner, 2019

Keith Rayner AO (* 22. November 1929 in Brisbane; † 12. Januar 2025) war ein Bischof der Anglican Church of Australia.

## Leben
Rayner studierte anglikanische Theologie an der University of Queensland. 1953 wurde er zum Priester geweiht. 1962 erwarb er an der University of Queensland mit einer Arbeit über die Geschichte des Bistums Brisbane den Doktorgrad. 1969 wurde Rayner zum Bischof des Bistums Wangaratta geweiht. 1976 wurde er Erzbischof des Bistums Adelaide. Als Nachfolger von John Grindrod war Rayner von 1989 bis 1999 Primas der Anglikanischen Kirche in Australien und zugleich Erzbischof des Bistums Melbourne.
Rayner war verheiratet und hatte drei Kinder.

## Auszeichnungen und Preise (Auswahl)
- Officer des Order of Australia[5]